# Knugen Faller
Knugen Faller var ett punkband från Skellefteå som fanns mellan åren 2003 och 2008. Inge Johansson, som spelade gitarr i bandet, är även med i The (International) Noise Conspiracy och har varit med i Totalt Jävla Mörker. För att uppnå den äkta punkkänslan bestämde medlemmarna att de inte skulle spela de instrument de var bäst på. Bandet sjöng sina texter på svenska.

## Medlemmar
- Anna Philipsson – sång och tamburin
- Robert "Garderobert" Tenevall – bas
- Inge Johansson – gitarr och körsång
- Fredrik Lindkvist – trummor

## Diskografi

### EP
- 2004 – Skellefteå stadshotell EP 7"
- 2005 – Inte som ni 7" (Ny våg Records)

### Album
- 2007 – Lugna favoriter LP/CD

### Samlingsskivor
- 2009 – Umeå Vråljazz Giganter (Ny våg Records)